# Espectroscòpia de fotoemissió resolta per angles

Espectre ARPES d'un estat electrònic bidimensional localitzat a la superfície (111) del coure. L'energia té una dependència del moment semblant a l'electró lliure, p^{2}/2 m, on m=0,46me. L'escala de color representa el recompte d'electrons per energia cinètica i canal d'angle d'emissió. Quan el 21.22 S'utilitzen fotons eV, el nivell de Fermi es mostra a 16,64 eV.

L'espectroscòpia de fotoemissió resolta en angle (ARPES) és una tècnica experimental utilitzada en la física de la matèria condensada per sondejar les energies i moments permesos dels electrons en un material, normalment un sòlid cristal·lí. Es basa en l'efecte fotoelèctric, en el qual un fotó entrant d'energia suficient expulsa un electró de la superfície d'un material. Mitjançant la mesura directa de l'energia cinètica i les distribucions de l'angle d'emissió dels fotoelectrons emesos, la tècnica pot mapejar l'estructura de la banda electrònica i les superfícies de Fermi. ARPES és el més adequat per a l'estudi de materials unidimensionals o bidimensionals. Els físics l'han utilitzat per investigar superconductors d'alta temperatura, grafè, materials topològics, estats de pou quàntic i materials que presenten ones de densitat de càrrega.
Els sistemes ARPES consisteixen en una font de llum monocromàtica per lliurar un feix estret de fotons, un suport de mostres connectat a un manipulador utilitzat per posicionar la mostra d'un material i un espectròmetre d'electrons. L'equip està contingut en un entorn de buit ultra alt (UHV), que protegeix la mostra i evita la dispersió dels electrons emesos. Després de dispersar-se al llarg de dues direccions perpendiculars pel que fa a l'energia cinètica i l'angle d'emissió, els electrons es dirigeixen a un detector i es compten per proporcionar espectres ARPES: rodanxes de l'estructura de la banda al llarg d'una direcció del moment. Alguns instruments ARPES poden extreure una part dels electrons al costat del detector per mesurar la polarització del seu gir.

## Principi
Els electrons dels sòlids cristal·lins només poden poblar estats de determinades energies i moments, d'altres prohibits per la mecànica quàntica. Formen un continu d'estats conegut com a estructura de bandes del sòlid. L'estructura de la banda determina si un material és un aïllant, un semiconductor o un metall, com condueix l'electricitat i en quines direccions condueix millor, o com es comporta en un camp magnètic.
L'espectroscòpia de fotoemissió resolta per angle determina l'estructura de la banda i ajuda a entendre els processos de dispersió i les interaccions dels electrons amb altres components d'un material. Ho fa observant els electrons expulsats pels fotons des del seu estat d'energia i impuls inicials a l'estat l'energia del qual és per l'energia del fotó superior a l'energia inicial i superior a l'energia d'unió de l'electró al sòlid. En el procés, l'impuls de l'electró es manté pràcticament intacte, excepte el seu component perpendicular a la superfície del material. Així, l'estructura de la banda es tradueix d'energies a les quals els electrons estan units dins del material, a energies que els alliberen de la unió del cristall i permeten la seva detecció fora del material.
Mitjançant la mesura de l'energia cinètica de l'electró alliberat, es poden calcular la seva velocitat i el moment absolut. Mitjançant la mesura de l'angle d'emissió respecte a la normal de la superfície, ARPES també pot determinar les dues components del moment en el pla que es conserven en el procés de fotoemissió. En molts casos, si cal, també es pot reconstruir el tercer component.

## Instrumentació

Configuració típica de laboratori d'un experiment ARPES (no a escala): làmpada de descàrrega d'heli com a font de llum ultraviolada, suport de mostres que s'uneix a un manipulador de buit i analitzador d'energia d'electrons hemisfèrics.

Un instrument típic per a la fotoemissió resolta per angle consisteix en una font de llum, un suport de mostres connectat a un manipulador i un espectròmetre d'electrons. Tots ells formen part d'un sistema de buit ultra alt que proporciona la protecció necessària contra els adsorbats per a la superfície de la mostra i elimina la dispersió dels electrons en el camí cap a l'analitzador.
La font de llum proporciona a la mostra un feix monocromàtic, generalment polaritzat, enfocat i d'alta intensitat de ~ 10 12 fotons/s amb una propagació d'energia d'uns quants meV. Les fonts de llum van des de làmpades UV compactes de descàrrega de gasos nobles i fonts de plasma de radiofreqüència (10–⁠40 eV), làsers ultraviolats (5–⁠11 eV) a dispositius d'inserció de sincrotró optimitzats per a diferents parts de l'espectre electromagnètic (a partir de 10 eV a l'ultraviolat fins a 1000 eV raigs X).
The sample holder accommodates samples of crystalline materials, the electronic properties of which are to be investigated. It facilitates their insertion into the vacuum, cleavage to expose clean surfaces, and precise positioning. The holder works as the extension of a manipulator that makes translations along three axes, and rotations to adjust the sample's polar, azimuth and tilt angles possible. The holder has sensors or thermocouples for precise temperature measurement and control. Cooling to temperatures as low as 1 kelvin is provided by cryogenic liquefied gases, cryocoolers, and dilution refrigerators. Resistive heaters attached to the holder provide heating up to a few hundred °C, whereas miniature backside electron-beam bombardment devices can yield sample temperatures as high as 2000 °C. Some holders can also have attachments for light beam focusing and calibration.

Trajectòries d'electrons en una lent electroestàtica d'un espectròmetre ARPES mostrades en el pla de dispersió angular. L'instrument mostra un cert grau d'enfocament en el mateix canal de detecció dels electrons que surten del cristall amb el mateix angle però que s'originen a partir de dos punts separats de la mostra. Aquí, la separació simulada és de 0,5 mm.

L'espectròmetre d'electrons dispersa els electrons al llarg de dues direccions espacials d'acord amb la seva energia cinètica i el seu angle d'emissió en sortir de la mostra; és a dir, proporciona mapes de diferents energies i angles d'emissió a diferents posicions del detector. En el tipus més utilitzat, l'analitzador d'energia electrònica hemisfèrica, els electrons passen primer a través d'una lent electroestàtica. La lent té un punt focal estret que es troba a uns 40 mm des de l'entrada a la lent. Millora encara més la propagació angular del plomall d'electrons i la serveix amb energia ajustada a l'estreta ranura d'entrada de la part de dispersió d'energia. 
La dispersió d'energia es porta a terme per a un rang estret d'energies al voltant de l'anomenada energia de pas en la direcció perpendicular a la direcció de la dispersió angular, és a dir, perpendicular al tall d'un ~25 mm de llarg i ⪆0,1 escletxa d'ample mm. La dispersió angular aconseguida prèviament al voltant de l'eix de la lent cilíndrica només es conserva al llarg de la ranura i, depenent del mode de la lent i la resolució angular desitjada, normalment s'estableix en ± 3 °, ± 7 ° o ± 15 °. Els hemisferis de l'analitzador d'energia es mantenen a voltatges constants de manera que la trajectòria central va seguida d'electrons que tenen l'energia cinètica igual a l'energia de passada establerta; els que tenen energies més altes o més baixes acaben més a prop de l'hemisferi exterior o interior a l'altre extrem de l'analitzador. Aquí és on es munta un detector d'electrons, normalment en forma de placa de microcanal de 40 mm emparellada amb una pantalla fluorescent. Els esdeveniments de detecció d'electrons s'enregistren mitjançant una càmera exterior i es compten en centenars de milers d'angles separats en funció de canals d'energia cinètica. Alguns instruments també estan equipats amb un tub d'extracció d'electrons a un costat del detector per permetre la mesura de la polarització de spin dels electrons.
Els analitzadors moderns són capaços de resoldre angles d'emissió d'electrons tan baixos com 0,1 °. La resolució d'energia depèn de l'energia de passada i de l'amplada de la ranura, de manera que l'operador tria entre mesures amb resolució ultraalta i baixa intensitat (< 1 meV a 1 energia de pas eV) o resolucions energètiques més pobres de 10 meV o més a energies de pas més altes i amb escletxes més amples que donen lloc a una intensitat de senyal més alta. La resolució de l'instrument es mostra com una ampliació artificial de les característiques espectrals: un tall d'energia de Fermi més ampli del que s'esperava només a partir de la temperatura de la mostra, i la funció espectral de l'electró teòrica va coincidir amb la funció de resolució de l'instrument tant en energia com en moment/angle.
De vegades, en comptes d'analitzadors hemisfèrics, s'utilitzen analitzadors de temps de vol. Aquests, però, requereixen fonts de fotons polsats i són més comuns als laboratoris ARPES basats en làser.

## Relacions bàsiques
L'espectroscòpia de fotoemissió resolta per angle és un potent perfeccionament de l'espectroscòpia de fotoemissió ordinària. Llum de freqüència {\displaystyle \nu } format per fotons d'energia {\displaystyle h\nu }, on {\displaystyle h} és la constant de Planck, s'utilitza per estimular les transicions dels electrons de l'estat electrònic ocupat a l'estat desocupat del sòlid. Si l'energia d'un fotó és més gran que l'energia d'unió d'un electró {\displaystyle E_{\text{B}}}, l' electró acabarà abandonant el sòlid sense dispersar - se i s'observarà amb energia cinètica
{\displaystyle E_{\text{k}}=h\nu -E_{\text{B}}}
en angle {\displaystyle \vartheta } respecte a la superfície normal, ambdues característiques del material estudiat.

Mapes d'intensitat d'emissió d'electrons mesurats per ARPES en funció de {\displaystyle E_{\text{k}}} i {\displaystyle \vartheta } són representatius de la distribució intrínseca dels electrons en el sòlid expressada en termes de la seva energia d'unió {\displaystyle E_{\text{B}}} i el vector d'ona de Bloch {\displaystyle \mathbf {k} }, que està relacionada amb el moment del cristall dels electrons i la velocitat del grup. En el procés de fotoemissió, el vector d'ona de Bloch està relacionat amb l'impuls de l'electró mesurat {\displaystyle \mathbf {p} }, on la magnitud de l'impuls |p| ve donada per l'equació
{\displaystyle |\mathbf {p} |={\sqrt {2m_{\text{e}}E_{\text{k}}}}}
Quan l'electró travessa la barrera superficial, perdent part de la seva energia a causa de la funció de treball superficial, només el component de {\displaystyle \mathbf {p} } que és paral·lel a la superfície, {\displaystyle \mathbf {p} _{\Vert }}, es conserva. D'ARPES, per tant, només {\displaystyle \mathbf {k} _{\Vert }={\tfrac {1}{\hbar }}\mathbf {p} _{\Vert }} se sap amb certesa i la seva magnitud ve donada per
{\displaystyle |\mathbf {k} _{\Vert }|={\tfrac {1}{\hbar }}|\mathbf {p_{\Vert }} |={\tfrac {1}{\hbar }}{\sqrt {2m_{\text{e}}E_{\text{k}}}}\sin \vartheta }.
Aquí, {\displaystyle \hbar } és la constant de Planck reduïda.
A causa de la determinació incompleta del vector d'ona tridimensional i de la pronunciada sensibilitat superficial del procés de fotoemissió elàstica, ARPES s'adapta millor a la caracterització completa de l'estructura de la banda en sistemes ordenats de baixa dimensió, com ara materials bidimensionals, pel·lícules ultrafines., i nanofils. Quan s'utilitza per a materials tridimensionals, la component perpendicular del vector d'ona {\displaystyle k_{\perp }} generalment s'aproxima, amb el supòsit d'un estat final parabòlic semblant a l'electró lliure amb el fons a energia {\displaystyle -V_{0}}. Això dóna:
{\displaystyle k_{\perp }={\tfrac {1}{\hbar }}{\sqrt {2m_{\text{e}}(E_{\text{k}}\cos ^{2}\!\vartheta +V_{0})}}}.
El potencial interior {\displaystyle V_{0}} és un paràmetre desconegut a priori. Per als sistemes d'electrons d, l'experiment suggereix això {\displaystyle V_{0}} ≈ 15 eV. En general, el potencial interior s'estima mitjançant una sèrie d'experiments dependents de l'energia dels fotons, especialment en experiments de mapeig de bandes de fotoemissió.

## Usos
ARPES s'ha utilitzat per mapejar l'estructura de bandes ocupades de molts metalls i semiconductors, estats que apareixen a les bandes buides projectades a les seves superfícies, estats de pou quàntic que sorgeixen en sistemes amb dimensionalitat reduïda, materials d'un àtom de gruix. com el grafè, dicalcogenurs de metalls de transició i molts sabors de materials topològics. També s'ha utilitzat per mapejar l'estructura de la banda subjacent, els buits i la dinàmica de quasipartícules en materials altament correlacionats com superconductors d'alta temperatura i materials que presenten ones de densitat de càrrega.
Quan s'ha d'estudiar la dinàmica d'electrons en els estats lligats just per sobre del nivell de Fermi, s'utilitza l'excitació de dos fotons en configuracions de bomba-sonda ( 2PPE ). Allà, el primer fotó d'energia prou baixa s'utilitza per excitar electrons a bandes desocupades que encara estan per sota de l'energia necessària per a la fotoemissió (és a dir, entre els nivells de Fermi i el buit). El segon fotó s'utilitza per expulsar aquests electrons del sòlid perquè es puguin mesurar amb ARPES. En cronometrar amb precisió el segon fotó, normalment utilitzant la multiplicació de freqüència del làser polsat de baixa energia i el retard entre els polsos canviant els seus camins òptics, la vida útil de l'electró es pot determinar a l'escala per sota dels picosegons.